# Ellenhall
Ellenhall – wieś w Anglii, w hrabstwie Staffordshire, w dystrykcie Stafford. Leży 9 km na zachód od miasta Stafford i 206 km na północny zachód od Londynu.